# گل‌کوب نوک‌روشن
گُل‌کوب نوک‌روشن (نام علمی: Dicaeum erythrorhynchos) نام یک گونه از سرده گل‌کوب‌های اصلی است.